# Tabi
Tabi (足袋) zijn traditionele Japanse sokken. Ze komen tot de enkels van de drager, en hebben een splitsing tussen de grote teen en andere tenen, zodat ze gedragen kunnen worden in combinatie met zori, geta, en ander Japans schoeisel. Tabi worden door zowel mannen als vrouwen gedragen. 

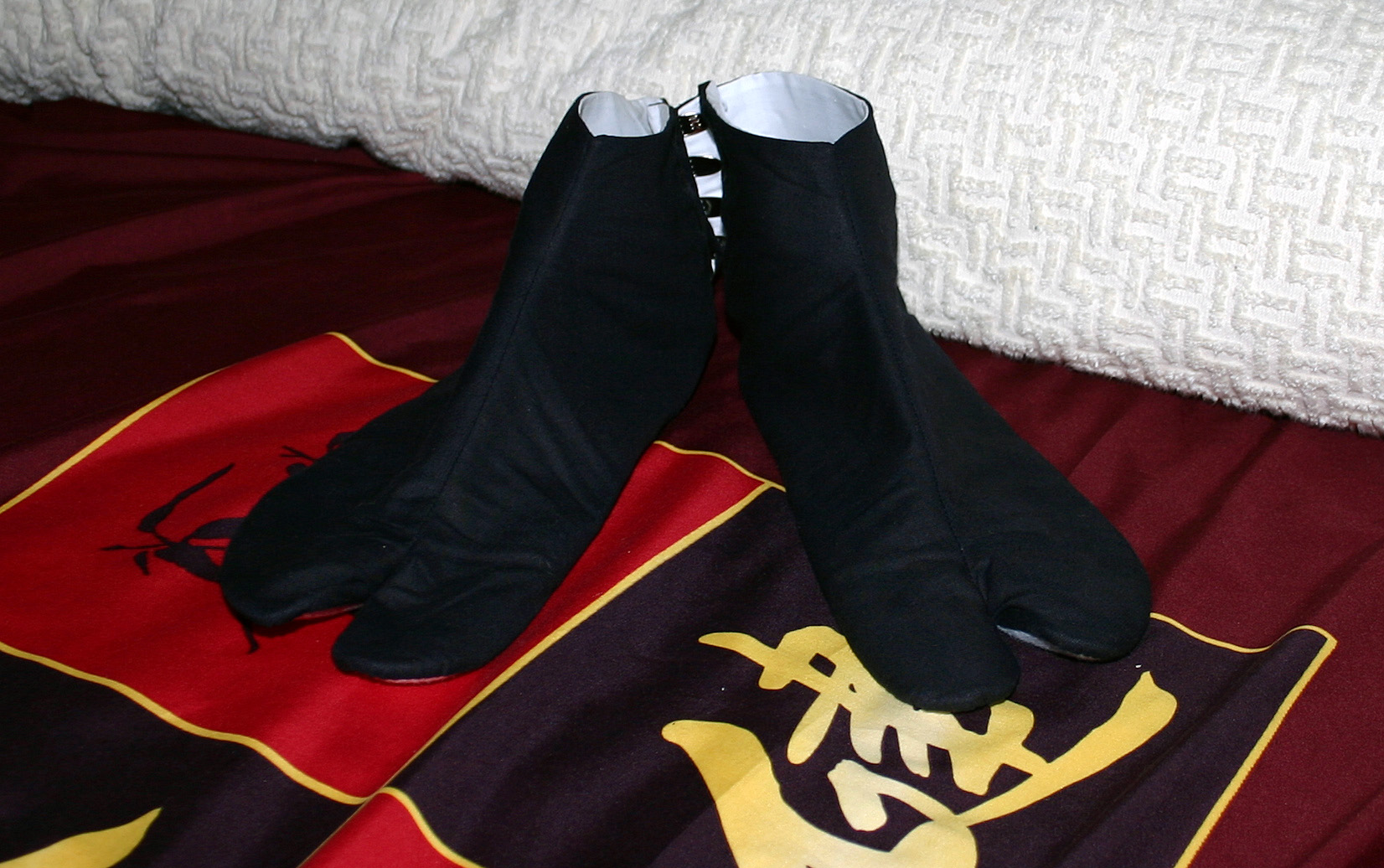
Een paar tabi.

Tabi worden vaak gecombineerd met kimono’s en andere traditionele Japanse kleding. Tabi zijn doorgaans wit van kleur. Deze worden gedragen voor formele gelegenheden zoals bij een theeceremonie. Verder bestaan er ook zwarte en blauwe tabi. Deze worden gedragen door mannen tijdens bijvoorbeeld een reis. Voor vrouwen zijn er nog gekleurde tabi en tabi met patronen.
Tabi worden in tegenstelling tot gewone sokken niet voorzien van een elastiek dat ervoor zorgt dat ze goed blijven zitten. In plaats daarvan worden ze van achter dichtgebonden als een schoen. 
Een variant op de tabi is de jika-tabi (地下足袋), die vooral gedragen wordt door bouwvakkers, boeren en tuinmannen. Deze zijn gemaakt van zwaarder en steviger materiaal, en bedoeld om te dragen zonder ander schoeisel.